# Atrichopogon mexicanus
Atrichopogon mexicanus är en tvåvingeart som beskrevs av Heron Huerta 2001. Atrichopogon mexicanus ingår i släktet Atrichopogon och familjen svidknott. Inga underarter finns listade i Catalogue of Life.